# 평택 전투
평택 전투 혹은 '평택-안성 방어선 전투'는 한국 전쟁 중기 미국 스미스 부대가 오산 전투의 서전에서 패한 뒤로, 윌리엄 F. 딘(William F. Dean) 소장이 이끄는 미 제 24보병사단의 제34연대 1대대가 평택 그리고 3대대가 안성 부근에 방어선을 구축하였는데 제34연대 1대대가 평택에서 전투를 벌이며 지연전을 펼쳤지만 안성에 전개했던 3대대는 전투없이 천안으로 철수하였단.
그리하여 제21연대와 더불어 천안-전의-조치원을 연하는 방어선을 중심으로 일진일퇴케 된 결과, 7월 12일에 마침내 금강 남안쪽으로 물러서게 되는 것이 그 경과의 대요이다.

## 배경
미 극동군사령관 더글러스 맥아더 원수가 주일 미 제8군 사령관 월턴 워커 중장에게 “제24사단을 한국으로 이동시키라.”라는 명령을 하달(1950년 6월 30일)함에 따라 7월 1일 오전 3시 15분 서달된 동 제8군사령부의 작전명령 제2호에 의거해 스미스 특수임무부대가 동사단의 선견대로서 7월 1일 낮에 이타주케(Itazuke) 공군기지에서 부산의 수영 비행장으로 공수되었거니와, 이 부대가 오산 부근에서 적을 맞이할 태세를 갖추고 있을 무렵인 7월 4일 저녁에 사단의 주력 일부인 제2진이 대전으로 진출하였다.

### 작전 계획
사단장 윌리엄 F. 딘(Dean) 소장은 스미스 특수임무부대를 오산 부근으로 투입할 당시 까지만 하여도, 그 역시 북한군의 전력을 대수롭지 않을 것으로 오판한 결과, 오산 북쪽에서 동 부대가 북한군을 능히 저지하여 시간을 얻게 된다면 그 동안 후속할 제34연대를 안성-평택선에 전개하여 이 연대로써 적의 남진을 충분히 막아낼 수 있으리라고 판단한 듯 하였다.
그리하여 7월 4일 오후, 제34연대 1대대가 연대의 선발대로 먼저 대전에 도착하자, 사단장은 우선 이 대대로써 평택 부근에 축차 진지를 급편케 함으로써 스미스 부대의 철수에 따른 엄호와 수용임무를 아울러 맡도록 응급조치한 다음, 7월 5일 새벽에 제 3대대와 연대본부가 당도하게 되자 동 연대장 제이 B. 러브리스(Lovless)대령에게 이르기를,
| 긴급명령 |
| 『①한강을 도하한 적은 기갑부대와 함께 수원 부근에서 남하중이며, 스미스 특수임무부대가 오산 부근에서 그들을 조치할 것이다. ②귀연대의 제1대대는 평택 부근에서 진지를 점령중일 것이다. ③제3대대로써 안성을 확보토록 하라. ④연대 지휘소는 성환에 위치하라.』 제34연대장 대령 제이 B. 러브리스 |

라고 세부사정까지 지시하였다.
그런데 이와 같이 사단장이 평택-안성선에 방어선을 펴기로 한 것은, 당시 평택-성환-천안의 경부국도의 방어에 주안을 둔 사단의 당면한 임무로 보아, 다음과 같은 이유에서 일 것으로 풀이된다.
첫째, 평택은 금강이북지역에서 국도의 방어에 가장 유리한 지형이라고 판단한 듯하니, 그 서쪽은 아산만에 연(沿)하는 안성천이 자연적으로 평택의 서측방을 방어하는 형세이고, 동쪽의 안성과의 사이에는 남북의 종단도로가 빈약하므로 적의 공격축이 오산-평택의 국도상으로 지향되리라 내다 본 것이다. 따라서 북한군의 입장에서는 정면공격 외에 이에 대하여 달리 우회 포위가 어려울 것이니 만큼 아방으로서는 그야말로 일부당관(一夫當關)의 요충이라고 말할 만 한 곳이라는 것이다.
둘째, 안성은 경기와 충청내륙을 잇는 교통의 요지이니 안성-천안의 안성의 안성선 철도의 시발점이자, 동북으로 장호원, 동남으로 진천, 서남으로 성환과 천안, 서쪽으로 평택, 북쪽으로 용인과 오산으로 연결되는 방사선도로의 축심지역이다. 그러므로 북한군이 안성을 수중에 넣게 되면 그 일대의 평야를 장악하게 될 뿐만 아니라 그곳에서 성환이나 천안으로 직충하여 국도의 동측방을 협위할 수 있다. 아울러 진천-청주로 빠지는 길목을 확보하게 되는 것이다.
셋째, 2개 대대의 연대 담당정면으로서는 매우 광대하여 병력을 분산 사용하는 폐가 심하지만 견제와 억유로서 축차 저항한다면 사단주력의 진출까지 필요한 시간을 능히 얻을 수 있을 것이다.
따라서 사단장은 평택-안성선을 잃게 되면, 그 금강이북 지역에서는 적과의 결전을 시도하기 위한 본 방어선을 편성하기 어렵다고 판단한 것으로 보인다.
이에 따라, 연대장 러브리스 대령은 낮 중으로 연대본부를 성환 읍내에 개설하는 가운데 데이비드 H. 스미스 중령 (David H. Smith)이 이끄는 제3대대를 안성으로 추진시켜, 장호원과 용인 쪽의 도로를 방어토록 하였는데, 연대에 예비 병력이 없음을 감고하여 동 대대의 L 중대를 뽑아 성환에 예비로 배치하는 한편, 연대의 중박격포 중대 4.2인치 중박격포를 전선의 양 대대에 분할 배속하였다.
그리하여 제 3 대대는 I, K의 2개 중대로써 안성의 동북쪽과 서북쪽의 도로를 지키게 되었고, 제 1대대는 지휘소를 평택 북쪽 외곽의 민가에 개설하고, C중대를 예비로 확보하는 가운데 A, B 양개 중대로써 경부국도의 방어에 임하게 되었다.
그런데 이 무렵부터 일기가 불순하여, 비가 내리는가 하면 안개가 낮게 깔리기도 함으로써 당시 연대의 무전기로서는 성환과 평택 및 안성 사이의 통신소통이 이루어지지 않았고, 유선마저도 피난민에 의하여 노끈 대용품으로서인지 절단이 되는 사례가 잦았던 탓으로 이 역시 거의 불통상태여서, 연대장의 지휘조치가 적기에 이루어질 수 없었으므로 전선대대는 실제로 대대장의 독자적인 판단에 따라 행동할 수 밖에 없는 실정이었다.

## 전투 과정

### 7월 5일
이날은 미지상군의 교전 제1일이자 제34연대의 참전 초일이기도 하다. 연대는 같은 날 스미스 특수임무부대가 죽미고개를 피로 덮는 혈전을 벌인 것과는 달리, 큰 접전 없이 평택-안성선을 유지하였다.
제1대대의 상황
05:00에 제1대대는 신임대대장 헤럴드 B. 에이리스(Ayres) 중령 지휘하에 평택으로 진출하였다. 대대는 읍의 북쪽 국도변의 한 민가에 지휘소를 개설하고, 그 부근에 C중대를 예비로 공치하는 가운데 주력 A, B 양 중대를 그 4km 북쪽으로 추진시켜 도로의 동쪽 칠괴리 부근에 사단 포병사령관 대리인 조지 B. 바스(George B. Barth) 준장이 오산으로부터 평택에 도착하였다.
바스 준장은 목격한 바의 스미스 부대 교전상황을 대대장 에이리스 중령에게 전하면서 아울러 이르기를 “곧 적의 전차가 들이닥칠 것이니, 전방을 정찰하여 경보토록 할 것이며, 로켓포조를 추진 배치하여 전차에 대비토록 하라.”라고 하였다.
이에 대대장은 예비인 C중대에서 1개 소대를 뽑아 2.36인치 로켓포를 장비케 하여 찰스 E. 페이에(Charles E. Payne)중위 지휘 하에 차량으로 국도를 따라 북상케 함으로써 북한군 전차의 남하를 막도록 하는 한편, 좌일선인 A중대로 하여금 본도상에 대전차 차단진지를 급편케 하였다.
스미스 부대의 상황
죽미고개에서의 서전에 패한 스미스 특수임무부대는 14:30부터 죽미고개에서 철수를 시작하였으나, 그때 이미 북한군의 전차가 오산을 지나 남하한 뒤였으므로 국도를 따라 평택으로 철수치 못하고, 오산에서 안성의 목표로 지향하여 저녁 무렵 그곳에서 집결하게 되었던 것이다.
그리하여 그 곳의 제 3대대와 합세하였지만, 당시 그곳과 성환사이에 통신이 여의치 못하여 동 부대의 철수상황을 연대에 급보치 못한 것인데, 이로 말미암아 평택의 제1대대와 성환의 연대, 그리고 대전의 사단지휘부 등이 모두 오리무중에 안타깝게 방황하는 꼴이 되고 말았다.

### 7월 6일
제34연대(연대장 대령 러브리스)는 평택-안성선에서 천안으로 물러서게 되었다
바스 준장의 임기조치
사단장이 스미스 부대에 대한 동향 보고를 입수치 못한 채로 불길한 예감만을 안고 대전으로 떠난 직후인 01:01를 전후하여 평택의 제1대대 지휘소에 오산 부근에 본대와 낙오되어 방황하던 스미스 부대원 4명이 귀환하여, 비로소 동 부대의 퇴패소식을 듣게 되었는데, 그 무렵에 안성에서 제52포병 대대장 페리 중령이 급착함으로써 그 전황의 윤곽이 들어나게 되었다.
이에 바스 준장과 대대장 에이리스 중령은 ‘현 진지를 고수한다.’는 방침을 굳히고, 대대의 결전 태세를 가다듬었는데, 이때 동 준장은 사단장 대리로서 동 대대장에게 “최선을 다하여 현 진지를 고수하되, 특히 후방경계를 강화하고 퇴로를 확보하여, 스미스 부대의 전철을 밟지 않도록 하라.”고 강조하였다.
대대장의 결심
그로부터 수분 뒤 대대장이 대대지휘소에 당도한바 연대 S-3인 던(Dunn)소령이 연대장의 명령을 휴대하여 기다리고 있었다.
대대장이 그에게서 수령한 연대장의 명령에 이르기를 “위험하지 않을 정도로 진지를 지키다가 천안으로 철수 하라.”는 것이었는데, 동 S-3대대에 급파된 것은 전술한 바와 같이 이날 이른 새벽에 안성으로부터 스미스 부대가 도착함으로써 그 부대의 퇴패 소식을 듣게 되었으나 그 뒤로 평택의 제 1대대로부터는 아무런 보고를 입수치 못하였으므로, 연대장의 명령전달과 더불어 동 대대의 상황을 직접 확인코자 한 것이었다.
대대장이 지휘소에 도착하는 즉시로 유선으로 B중대의 전황을 알아본바 동 중대 역시 A중대와 다름이 없었다. 이에 『천안으로 철수하라.』는 연대장의 명령에 있어서 그 철수시기를 「대대장의 판단에 따라 결정하라.」는 것으로 해석한 대대장은 동 S-3와 함께 상황을 검토한 끝에 대대를 천안으로 철수시키기로 단안을 내리고, B중대에도 철수명령을 하달하였다.
이어서 대대는 09:00에 지휘소를 철수하여 성환으로 이전하는 한편, 지원중인 한국공군의 l교량폭파조로 하여금 일선 중대가 평택에 집결하는 즉시로 평택 북쪽의 통복천 교량을 폭파토록 하였다.
지정진지의 확보
한편 이날 아침 바스 준장이 성환을 떠나 천안에 도착한 바, 때마침 제21연대 제1대대의 잔여병력인 A중대와 D중대 및 본부중대의 일부가 열차편으로 천안역에 도착 중이었는데, 이들은 7월 1일에 이타주케(Itazuke)기지에서 먼저 떠난 본대인 스미스 특수임무부대를 찾아 후속 중이었던 것이다.
이를 본 동 준장은 제34연대가 동읍으로 철수할 것이라는 예상 아래, 이로써 천안 남쪽에 새로운 방어진지를 마련토록 하였다.

## 결과 및 영향
제21연대 제3대대가 전의 전투에서 크게 패한 다음날인 7월 12일 오후에 조치원 북쪽에 홀로 남았던 동 연대 제1대대 역시 2000명으로 추산되는 북한군으로부터 동·북·서의 삼면 공격을 받게 되었다
이에 동 연대장 리처드 W. 스테픈스(Stephens) 대령은 그 대대로써 진지의 고수만을 고집할 경우, 전날 제3대대의 전철을 밟게 될것이 명약관화한 사실이라 하여 대대를 철수시키기로 결정하였다. 그리하여 그는 동대대로 하여금 조치원으로 집결하여 차량편으로 금강 남쪽의 대평리로 철수토록 조치한 다음, 12:00에 이와 같은 상황을 재 대전의 사단장에게 보고하였다.
연대장으로부터 철수 명령을 받은 대대장 스미스 중령은 북한군과의 교전으로 말미암은 손실을 줄이기 위하여 1개 중대씩 한꺼번에 진지에서 뽑도록 함으로써 그들의 추격을 끊도록 하였다. 이에 대대는 철수중 접전 없이 조치원 부근에 집결하여, 연대 CP부근에 북한군의 포탄이 작열하는 가운데 그곳을 떠나 차량으로 경부본도를 따라 금강을 건너게 되었다.
그런데 전날에 제 19연대를 대전으로 집결토록 명령한 사단장 딘 소장은 이 연대로써, 제21연대가 조치원에서 철수하는 동안에, 금강 남안의 대평리 부근에 진지를 점령키로 하였으나. 이들의 대전 집결이 늦어져 이날 제21연대가 강을 건너 넘어설 때까지도 대평리에 당도치 못하였다.
이에 하는 수 없이, 강을 건넌 제21연대가 대평리에서 재수습된 325명의 병력으로써(제1대대원 261명, 제3대대원 64명) 강 남안의 제방에 연하여 새로운 방어진지를 점령케 되었다.
한편 7월 11일에 공주로 빠진 로버트 L. 워싱톤(Robert L. Wadlington) 대리 중령 제34연대는 먼저 금강을 건넌 제3대대로써 공주 부근에 진지를 점령케 한 뒤 7월 12일 일몰무렵에 강의 남쪽에 남겨 놓았던 제1대대를 철수시키고 21:00에 강에 가로 놓인 금강교를 폭파하여 경간의 일부를 파괴함으로써 이 연대 역시 제21연대와 같은 날에 모두 금강 남쪽으로 물러서게 되었다.
그런데 7월 11일에 유구에 침입한 북한군을 크게 무찌른 바 있는 박익균 중위가 이끄는 기병중대는 7월 12일 아침 예산을 떠나 유구를 거쳐 오후에 다시 공주로 복귀하게 되었는데 22:00에 금강 북안에 이르자 이미 교량이 파괴된 다음이므로 마필의 도강이 어렵게 되었다.
이에 중대는 강의 서안을 따라 밤새 말을 달려 이튿날인 7월 13일 새벽에 부여의 대안에 이르러, 그곳에서 배를 구하여 강을 건너, 7월 14일 아침에 공주의 제34연대와 다시 합세케 되었다.
이상과 같이 사단은 7월 12일 오후에 금강 남쪽으로 철수하여 새로운 방어태세를 갖추게 되었거니와, 제21연대의 2개 대대로써 북한군 제3, 제4 2개 사단을 조치원 북쪽에서 3일 동안 지연시킨셈이 되었다.
그러나 7월 12일 조치원을 상실케 됨으로써 사단장 딘(Dean) 소장이 우려한 결과가 나타나게 되었으니, 동쪽의 청주에서 최현 소장이 이끄는 북한군 제2사단을 막고 있던 김양원 준장이 이끄는 수도 사단도 이날 청주에서 물러났다.
이리하여 북한군은 이날 밤중으로 제3사단과 제105전차사단을 대평리 정면에, 제4사단을 공주 정면에 각각 전개한 다음 금강의 도하를 노리게 되었으며, 사단은 2개 연대로써 이들 북한군 2개사단을 맞아 다시 공방을 겨루게 된다.

## 참고 자료
- 용산 전쟁기념관
- Alexander, Bevin (2003), 《Korea: The First War We Lost》, Hippocrene Books, ISBN 978-0-7818-1019-7
- Appleman, Roy E. (1998), 《South to the Naktong, North to the Yalu: United States Army in the Korean War》, Department of the Army, ISBN 978-0-16-001918-0, 2013년 11월 2일에 원본 문서에서 보존된 문서, 2015년 7월 10일에 확인함
- Catchpole, Brian (2001), 《The Korean War》, Robinson Publishing, ISBN 978-1-84119-413-4
- Fehrenbach, T.R. (2001), 《This Kind of War: The Classic Korean War History — Fiftieth Anniversary Edition》, Potomac Books Inc., ISBN 978-1-57488-334-3
- Gugeler, Russell A. (2005), 《Combat Actions in Korea》, University Press of the Pacific, ISBN 978-1-4102-2451-4
- Varhola, Michael J. (2000), 《Fire and Ice: The Korean War, 1950–1953》, Da Capo Press, ISBN 978-1-882810-44-4
- South to the Naktong, North to the Yalu (1961) - U.S. Army Center of Military History
- 한국전쟁사 제2권 지연작전기 (1979) - 국방부 전사편찬위원회 보관됨 2023-04-17 - 웨이백 머신
- 6.25 전쟁사 제4권 금강-소백산맥선 지연작전 (2008) - 국방부 군사편찬연구소 보관됨 2021-06-24 - 웨이백 머신